# Largentière (tổng)
Tổng Largentière là một tổng của Pháp nằm ở tỉnh Ardèche trong vùng Rhône-Alpes.

## Địa lý
Tổng này được tổ chức xung quanh Largentière ở quận Largentière. Độ cao biến thiên từ 100 m (Chauzon) đến 1 207 m (Joannas) với độ cao trung bình là 349 m.

## Hành chính
| Giai đoạn | Ủy viên           | Đảng | Tư cách                |
| --------- | ----------------- | ---- | ---------------------- |
| 1982-2001 | André Monteil     | UDF  | Thị trưởng Largentière |
| 2001-2008 | Jean-Roger Durand | UDF  | Thị trưởng Largentière |
| 2008-2014 | Jean-Roger Durand | DVD  | Thị trưởng Largentière |

## Các đơn vị hành chính
Le canton de Largentière bao gồm 14 xã với dân số 7 092 người (điều tra năm 1999, dân số không tính trùng).
| Xã                 | Dân số | Mã bưu chính | Mã insee |
| ------------------ | ------ | ------------ | -------- |
| Chassiers          | 866    | 07110        | 07058    |
| Chauzon            | 255    | 07120        | 07061    |
| Chazeaux           | 103    | 07110        | 07062    |
| Joannas            | 304    | 07110        | 07109    |
| Largentière        | 1 942  | 07110        | 07132    |
| Laurac-en-Vivarais | 784    | 07110        | 07134    |
| Montréal           | 462    | 07110        | 07162    |
| Prunet             | 104    | 07110        | 07187    |
| Rocher             | 227    | 07110        | 07193    |
| Rocles             | 208    | 07110        | 07196    |
| Sanilhac           | 346    | 07110        | 07307    |
| Tauriers           | 166    | 07110        | 07318    |
| Uzer               | 336    | 07110        | 07327    |
| Vinezac            | 989    | 07110        | 07343    |

## Thông tin nhân khẩu
| 1962                                                     | 1968  | 1975  | 1982  | 1990  | 1999  |
| -------------------------------------------------------- | ----- | ----- | ----- | ----- | ----- |
| 5 600                                                    | 7 089 | 6 643 | 6 895 | 6 887 | 7 092 |
| Nombre retenu à partir de 1962 : dân số không tính trùng |       |       |       |       |       |